# 크리스티안 가르베

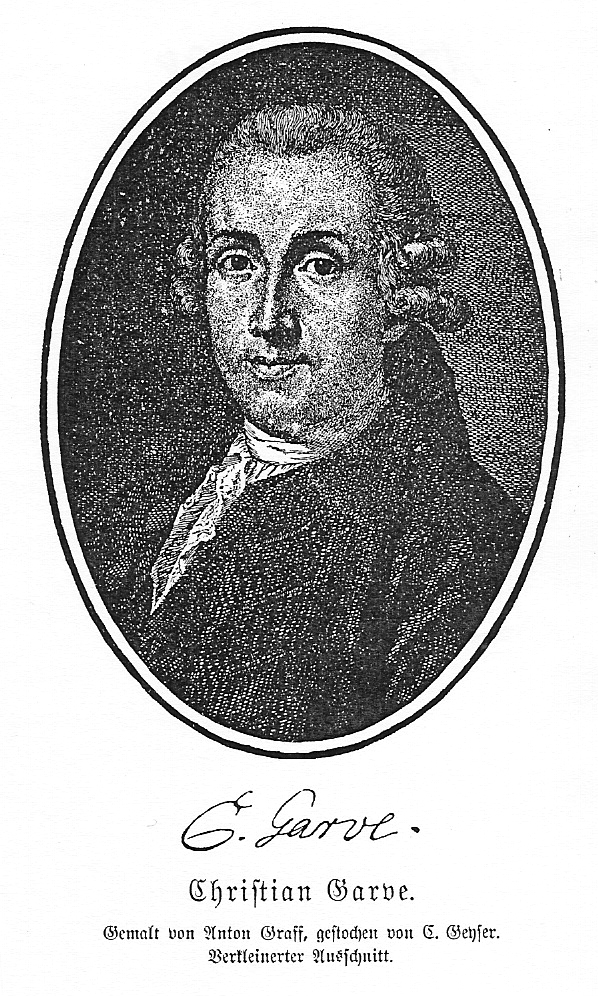

크리스티안 가르베(Christian Garve, 1742년 7월 7일 ~ 1798년 12월 1일)는 이마누엘 칸트와 모제스 멘델스존과 함께 계몽시대 후기의 유명한 철학자들 중 한 명이다.
합스부르크 군주국 브로츠와프(오늘날의 폴란드 보르츠와프)에서 태어나 56세의 나이로 부모의 집에서 사망했다. 오데르 프랑크푸르트와 할레에서 공부했다. 1766년 철학 박사학위를 받았다. 1770년부터 1772년까지 라이프치히에서 수학, 논리학 교수를 역임했다.

## 주요 저서
- Gesammelte Werke, ed. K. Wölfel, 15 vols. completed, 1985-

### 번역
- 에드먼드 버크: Über den Ursprung unserer Begriffe vom Erhabenen und Schönen
- 애덤 퍼거슨: Grundsätze der Moralphilosophie [Institutes of Moral Philosophy], Leipzig 1772
- 아리스토텔레스: Ἠθικά [Ethics] (1798-1801)
- 아리스토텔레스: Πολιτικά [Politics] (1799-1802)